# Jack Johnson (lední hokejista)

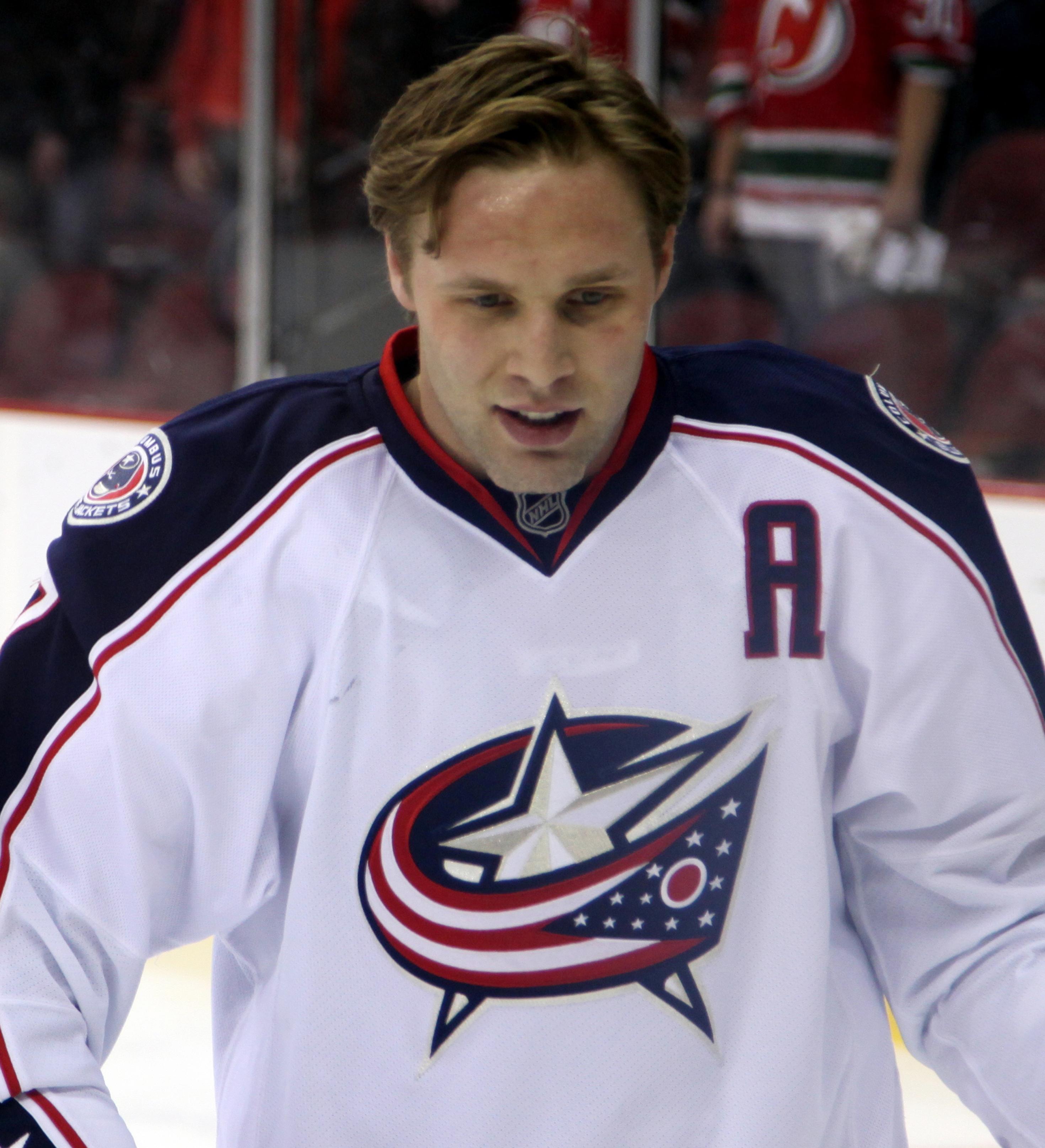
Jack Johnson v dresu Columbus Blue Jackets

John Joseph Louis Johnson III (* 13. ledna 1987 Indianapolis, Indiana, USA) je americký hokejista hrající v NHL za tým Colorado Avalanche. Dříve hrál za Los Angeles Kings, Columbus Blue Jackets, Pittsburgh Penguins a New York Rangers.

## Klubové statistiky
| Sezona      | Klub                  | Soutěž      | Základní část | Základní část | Základní část | Základní část | Základní část | Play off | Play off | Play off | Play off | Play off |
| Sezona      | Klub                  | Soutěž      | Z             | G             | A             | B             | TM            | Z        | G        | A        | B        | TM       |
| ----------- | --------------------- | ----------- | ------------- | ------------- | ------------- | ------------- | ------------- | -------- | -------- | -------- | -------- | -------- |
| 2006-07     | Los Angeles Kings     | NHL         | 5             | 0             | 0             | 0             | 18            | —        | —        | —        | —        | —        |
| 2007-08     | Los Angeles Kings     | NHL         | 74            | 3             | 8             | 11            | 76            | —        | —        | —        | —        | —        |
| 2008-09     | Los Angeles Kings     | NHL         | 41            | 6             | 5             | 11            | 46            | —        | —        | —        | —        | —        |
| 2009-10     | Los Angeles Kings     | NHL         | 80            | 8             | 28            | 36            | 48            | 6        | 0        | 7        | 7        | 6        |
| 2010-11     | Los Angeles Kings     | NHL         | 82            | 5             | 37            | 42            | 44            | 6        | 1        | 4        | 5        | 0        |
| 2011-12     | Los Angeles Kings     | NHL         | 61            | 8             | 16            | 24            | 24            | —        | —        | —        | —        | —        |
| 2011-12     | Columbus Blue Jackets | NHL         | 21            | 4             | 10            | 14            | 15            | —        | —        | —        | —        | —        |
| 2012-13     | Columbus Blue Jackets | NHL         | 44            | 5             | 14            | 19            | 12            | —        | —        | —        | —        | —        |
| 2013-14     | Columbus Blue Jackets | NHL         | 82            | 5             | 28            | 33            | 48            | 6        | 3        | 4        | 7        | 4        |
| 2014-15     | Columbus Blue Jackets | NHL         | 79            | 8             | 32            | 40            | 44            | —        | —        | —        | —        | —        |
| 2015-16     | Columbus Blue Jackets | NHL         | 60            | 6             | 8             | 14            | 25            | —        | —        | —        | —        | —        |
| 2016–17     | Columbus Blue Jackets | NHL         | 82            | 5             | 18            | 23            | 32            | 5        | 1        | 1        | 2        | 0        |
| 2017–18     | Columbus Blue Jackets | NHL         | 77            | 3             | 8             | 11            | 22            | —        | —        | —        | —        | —        |
| 2018–19     | Pittsburgh Penguins   | NHL         | 82            | 1             | 12            | 13            | 41            | 3        | 0        | 0        | 0        | 6        |
| 2019–20     | Pittsburgh Penguins   | NHL         | 67            | 3             | 8             | 11            | 26            | 4        | 0        | 0        | 0        | 0        |
| 2020–21     | New York Rangers      | NHL         | 13            | 1             | 0             | 1             | 8             | —        | —        | —        | —        | —        |
| 2021–22     | Colorado Avalanche    | NHL         | 74            | 1             | 8             | 9             | 42            | 13       | 0        | 0        | 0        | 10       |
| 2022–23     | Chicago Blackhawks    | NHL         | 58            | 0             | 4             | 4             | 16            | —        | —        | —        | —        | —        |
| 2022–23     | Colorado Avalanche    | NHL         | 25            | 2             | 2             | 4             | 12            | 3        | 0        | 0        | 0        | 2        |
| 2023–24     | Colorado Avalanche    | NHL         | 80            | 3             | 13            | 16            | 38            | 11       | 0        | 0        | 0        | 2        |
| NHL celkově | NHL celkově           | NHL celkově | 1187          | 77            | 259           | 336           | 637           | 57       | 5        | 16       | 21       | 30       |

## Reprezentace
| Rok    | Tým    | Soutěž | Z | G | A | B | TM |
| ------ | ------ | ------ | - | - | - | - | -- |
| 2006   | Kanada | MS     | 7 | 0 | 1 | 1 | 10 |
| Celkem | Celkem | Celkem | 7 | 0 | 1 | 1 | 10 |